# Phytomyptera yemenensis
Phytomyptera yemenensis är en tvåvingeart som beskrevs av Barraclough 1985. Phytomyptera yemenensis ingår i släktet Phytomyptera och familjen parasitflugor. Inga underarter finns listade i Catalogue of Life.